# Пасивне куріння

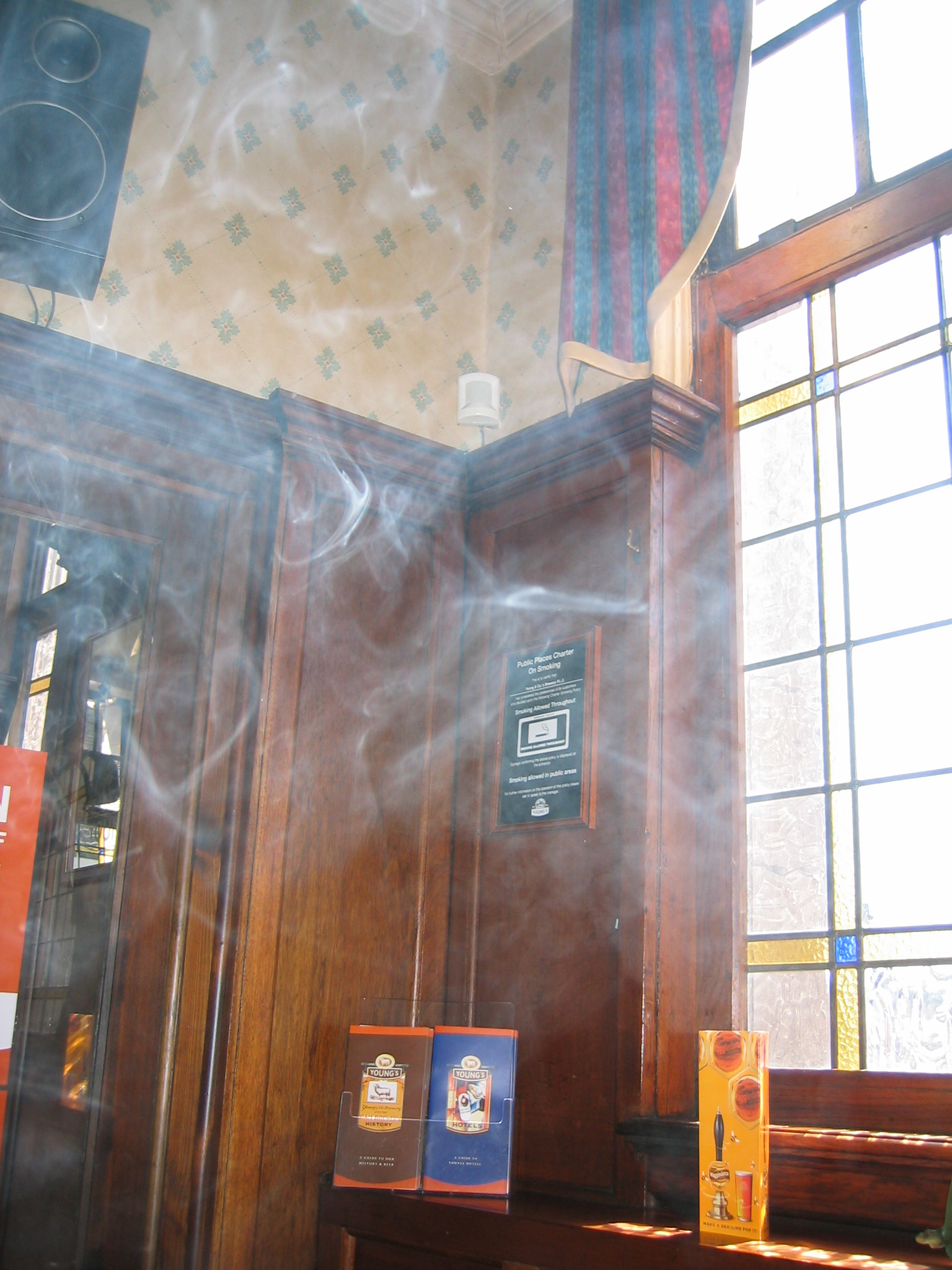
Тютюновий дим в ірландському пабі перед набуттям чинності заборони куріння в закритих приміщеннях 29 березня 2004 р.

Пасивне паління, або тютюновий дим в атмосфері – мимовільне вдихання вторинного тютюнового диму, який курець видихає під час куріння. 

## Біохімія тютюнового диму
Тютюновий дим є неоднорідною (гетерогенною) сумішшю, що складається в середньому з 60% різних газів і 40% мікроскопічних дьогтевих крапель (аерозолі). Загалом в ньому міститься більше 7000 хімічних речовин , з яких, щонайменше, 250 відомі як шкідливі і 69 як канцерогенні (власне, сам вторинний тютюновий дим ВООЗ класифікує як канцероген ). 
За основною дією, шкідливі речовини, що містяться в тютюновому димі й впливають на організм, об'єднані в 4 групи: 
1. канцерогенні речовини: ароматичні вуглеводні, бензпірен, феноли, органічні сполуки (нітрозамін, гідразин, вінілхлорид, толуідин та ін.), неорганічні сполуки миш'яку та кадмію, радіоактивні полоній, олово та вісмут — 210.
2. подразнюючі речовини: ненасичений альдегід — пропеналь (акролеїн), оксид вуглецю (II).
3. отруйні гази: оксид вуглецю (II), сірководень, ціаністий водень та ін.
4. отруйні алкалоїди: всього 12 (нікотин, норнікотин, нікотирин, нікотеїн, нікотимін та ін.).

Нікотин є однією з найсильніших із відомих нам отрут, які впливають на нервову систему. При згорянні сигарети він руйнується тільки частково, приблизно на 25%. Вміст нікотину в димі головного струменю сигарети від 0,4 до 3мг — лише 20% від загальної кількості нікотину в сигареті. В недопалку залишається близько 5%, а інші 50% потрапляють в повітря в приміщенні, де курять.

## Вплив на здоров’я
Серед дорослих людей вдихання вторинного тютюнового диму підвищує ризик розвитку серцево-судинних захворювань на 25-30 % та респіраторних хвороб, включаючи ішемічну хворобу серця і рак легень. Відповідно до досліджень, ризик отримати рак легень у людей, які працюють у сильно задимлених приміщеннях (приміром, офіціанти та бармени), підвищується до 101 % порівняно з тими, хто працює у нормальних умовах. Діти, які піддаються впливу пасивного куріння, на 50-100 % частіше хворіють гострими респіраторними хворобами. А серед дітей грудного віку вдихання вторинного тютюнового диму може викликати раптову смерть, у вагітних жінок — викидні або народження дітей з низькою масою тіла.

### Пасивне куріння і діти
Згідно з даними ВООЗ, майже половина дітей у світі (700 млн.) наражається на небезпеку від тютюнового диму 1,2 млрд дорослих-курців. Дитячий організм є набагато більш вразливим та чутливим до тютюнового диму, оскільки легені дітей менші, і їх імунна система менш розвинена, що підвищує імовірність розвитку легеневих інфекційних захворювань та інфекцій вуха. Крім того, діти частіше дихають, ніж дорослі, відповідно, вони вдихають більше шкідливих речовин на кілограм маси тіла, ніж дорослий за такий же проміжок часу. Вимушене паління дітей стає причиною або суттєво підвищує ризик:
- застуд, бронхітів, пневмонії, хронічних порушень дихання, астми;
- інфекції середнього вуха, гострого отиту, менінгіту;
- серцево-судинних та неврологічних ускладнень;
- карієсу [2].

## Смертність через пасивне куріння
За даними глобального дослідження, проведеного Всесвітньою організацією охорони здоров'я вдихання вторинного тютюнового диму приводить до 600000 випадків передчасної смерті в рік. 31% померлих - діти, 47% - жінки . Так, 2004 р. причиною смерті 379 тисяч чоловік став розвиток захворювань серця, 165 тисяч померли від респіраторних захворювань нижніх дихальних шляхів, ще близько 37 тисяч людей від астми, і понад 21 тисяча – від раку легенів. Причиною розвитку цих хвороб у зазначеної кількості людей стало пасивне куріння. 

### В Україні
Щороку від тютюнового диму помирає понад 100 тис. українців, з них більш як 10 % – пасивні курці.

### У світі
- В Шотландії 1500-2000 некурців щорічно помирають через наслідки дії на їхній організм пасивного куріння.
- За оцінками Міжнародної організації праці щорічно у світі через пасивне куріння на робочому місці помирає 200 тис. людей.

### Смертність серед дітей
Дослідження показують, що кожного року в США не менше 6200 дітей помирає в результаті паління батьків. Із цієї кількості 2800 смертей обумовлені низькою вагою новонародженого внаслідок паління вагітної матері; 2000 смертей – синдром раптової смерті новонародженого, викликаного вторинним димом; 1100 смертей обумовлені респіраторними інфекціями; 250 смертей викликані пожежами через сигарети, сірники, запальнички, а ще 14 смертей обумовлені астмою.
Опублікований в Австралії документ свідчить про те, що серед тих, хто загинув від пасивного паління, половину склали діти до 15 років та ненароджені.
Проведені у Великій Британії оцінки синдрому раптової смерті в колисці свідчать, що 11% випадків таких смертей пов’язано з палінням тільки матері і стільки ж з палінням тільки батька.

## Кількість пасивних курців
За інформацією ВООЗ приблизно 40 % всіх дітей у світі, 33 % чоловіків і 35 % жінок некурців регулярно піддаються впливу пасивного куріння.

## Додатково
1. Результати опитування українців щодо заборони куріння в закритих приміщеннях на усіх робочих місцях, включно із кафе, барами та ресторанами - лютий, 2012 р.